# Тейлор, Кейт (футболистка)
Кейт Мария Тейлор (англ. Kate Maria Taylor; род. 21 октября 2003, Крайстчерч) — новозеландская футболистка, защитница французского «Дижона» и национальной сборной Новой Зеландии.

## Клубная карьера
Первым клубом на взрослом уровне для Кейт Тейлор стал полупрофессиональный «Кентербери Юнайтед Прайд», за который она дебютировала в первенстве Новой Зеландии в 2018 году и с которым завоевала три чемпионских титула подряд — в 2018, 2019 и 2020 годах.
19 октября 2021 года, накануне дебютного для новозеландского «Веллингтон Феникс» сезона в австралийской женской A-лиге, подписала контракт с клубом и сразу же была выбрана вице-капитаном команды. Дважды — перед стартом сезонов 2022/23 и 2023/24 — продлевала свой контракт с клубом на год.
В июне 2024 года покинула «Веллингтон Феникс» с целью получения игрового опыта за границей и в июле того же года подписала двухлетний контракт с французским «Дижоном».

## Карьера в сборной
Кейт Тейлор представляла сборную Новой Зеландии на чемпионате мира 2022 года среди девушек до 20 лет, где была капитаном команды.
В июне 2022 года была впервые приглашена на сборы основной сборной Новой Зеландии в рамках подготовки к товарищеским матчам против Норвегии и Уэльса. 25 июня дебютировала за национальную команду, выйдя на замену в перерыве встречи против норвежек.
Позже была включена в список запасных сборной Новой Зеландии на чемпионат мира 2023, однако в финальный состав так и не попала.
Свой первый гол за сборную Новой Зеландии забила в рамках отборочного турнира к Олимпийским играм в феврале 2024 года в ворота команды Самоа, получив также приз лучшего игрока этого матча.
4 июля 2024 года была включена в состав сборной для участия в летних Олимпийских играх в Париже. На Олимпиаде провела все три матча новозеландок на групповом этапе, забив один из двух голов своей команды.

## Личная жизнь
Кейт Тейлор окончила бакалавриат Университета Мэсси по специальности «Комплексное здравоохранение человека».

## Достижения

### Командные
Кентербери Юнайтед Прайд
- чемпионка Новой Зеландии: (3) 2018, 2019, 2020

### Личные
Веллингтон Феникс
- игрок года клуба «Веллингтон Феникс»: 2021/22